# Salzweg
Salzweg – miejscowość i gmina w Niemczech, w kraju związkowym Bawaria, w rejencji Dolna Bawaria, w regionie Donau-Wald, w powiecie Pasawa. Leży około 5 km na północ od Pasawy, przy drodze B12.

## Dzielnice
W skład gminy wchodzą dwie dzielnice: Salzweg, Straßkirchen.

## Demografia
| Rok  | Liczba mieszk. |
| ---- | -------------- |
| 1970 | 3 244          |
| 1987 | 5 018          |
| 2000 | 6 631          |

## Polityka
Wójtem od 2002 jest Horst Wipplinger (CSU), jego poprzednikiem był Georg Knon (CSU).